# Proč se lidé zabíjejí
Proč se lidé zabíjejí je populárně vědecká kniha Jana Zrzavého. Vyšla v roce 2004 v nakladatelství Triton s podtitulem Homicida a genocida. Evoluční okno do lidské duše.
Autor na 130 stranách využívá různé statistiky vražd i příklady z živočišné říše a na vraždy (v první části knihy) a genocidy – např. holokaust – (v druhé části knihy) se dívá z pohledu evoluční biologie. Kniha je okořeněna humorem, někdy dosti černým.
Část knihy byla před vydáním publikována v časopise Vesmír v článcích:
- Homicida a lidská přirozenost, Vesmír 80, 625, 2001/11; Celý článek
- Genocida a lidská přirozenost, Vesmír 81, 29, 2002/1